# مدعتك
مدعتك (بالعبرية:מדעטק)، هو متحف للعلوم، التكنولوجيا والفضاء، موجود في مدينة حيفا في إسرائيل يسعى متحف مدعتك لتقريب الجمهور من مجالي العلوم والتكنولوجيا عن طريق خوض تجربة ممتعة والحفاظ على الموروث الثقافي العلمي التكنولوجي لجميع العالم، مع التجدد المستمر.
مبنى المتحف موجود بالمجمّع التاريخي لمبنى التخنيون، منطقة هدار الكرمل ويمتد على مساحة 28 دونم، بدأ بناؤه في تاريخ 11 أبريل 1912، وفي ربيع عام 1913 اكتمل تشييد المبنى.

## تاريخ مدعتك
يعمل المتحف في المبنى التاريخي للتخنيون، صممه المهندس المعماري الألماني اليهودي (ألكسندر بيروالد)، ويقع في حي هدار الكرمل في حيفا. استخدم التخنيون المبنى من عام 1925 إلى عام 1965 لجميع الكُليات، ومن عام 1965 إلى عام 1985 استَخدَمتهُ كلية الهندسة المعمارية. على مر السنين خضع المبنى للعديد من التغييرات. في عام 1986 تم نقله من كلية إلى متحف، من أجل ترميم المبنى والحفاظ عليه، حصل المتحف على جائزة من مجلس الحفاظ على المباني ومواقع الاستيطان.

## أقسام المتحف
- الحديقة الشمالية وبها تتواجد النخلة التي غرسها البرت اينشتاين أثناء زيارته للبلاد سنة 1923
- مبنى التخنيون التاريخي العريق
- حديقة العلوم نوبل إنرجي.
- مبنى المعارض المتغيرة، السنيماتريكس وقسم المختبرات الواسع.[5]

## معارض
يوجد في متحف العلوم في حيفا- حوالي ال 30 معروضة تفاعُلية، ضمن إطار معرض السُفن والبحر، (ships and the sea)، معرض دُولي تفاعُلي الذي يكشف لزائريه البحر وجوانبه المختلفة، الإنساني، العلمي والثقافي. لاقى المعرض إعجاب آلاف الزائرين في متاحف ومراكز بحرية علمية في العديد من البلاد، منهم: النرويج، هولندا، البرتغال، اليونان، المكسيك واستراليا.
هدف المعرض هو كشف الزائرين على «كيفية نهوض البحر للحياة» وإعطائهم الفرصة لخوض التجربة والشعور بأنفسهم حول أسلوب الحياة في محيط البحر والموانئ بواسطة نماذج تفاعلية وتعليمية.
يقدّم المتحف للزوار مجموعة كبيرة من المعارض الثابتة، من بينها مئات المعروضات التفاعلية التي تستعرض مختلف الأسس العلمية والتكنولوجية بطريقة تجريبية وبالتفعيل الذاتي.